# Cyc
Cyc /ˈsaɪk/ (vom englischen encyclopedia) ist eine maschinenauswertbare Wissensdatenbank des Alltagswissens. Sie wird seit 1984 weiterentwickelt, um Anwendungen der künstlichen Intelligenz das logische Schlussfolgern über Sachverhalte des „gesunden Menschenverstandes“ zu ermöglichen. Dabei werden alle Inhalte als logische Aussagen in der Ontologiesprache CycL formuliert, die auf der Prädikatenlogik aufbaut. Zusätzlich enthält Cyc eine Inferenzmaschine zum Schlussfolgern über die gespeicherten Zusammenhänge und Plausibilitätskontrollen.
Cyc besteht aus einer Menge von einfachen Regeln (zum Beispiel, dass Wasser nass ist). Beispielsweise kann ein Programm mit Hilfe der Cyc-Ontologie aus den Aussagen, dass Peter im Meer schwimmt und das Meer größtenteils aus Wasser besteht, schlussfolgern, dass die betreffende Person nass ist. 
In Cyc versucht man als ersten Schritt, alle Gegenstände auf dieser Welt durch eindeutige Objekte zu beschreiben. Im nächsten Schritt werden die Zusammenhänge zwischen diesen Objekten genau spezifiziert, zum Beispiel „ein Automobil besitzt vier Räder“. Allerdings sind die Inhalte von Cyc nur auf die englische Sprache und auf den amerikanischen Kulturraum zugeschnitten.
Seit 1995 wird Cyc von Cycorp, Inc. herausgegeben. OpenCyc war die Open-Source-Variante von Cyc. Die Unterstützung von OpenCyc wurde Anfang 2017 eingestellt. Für wissenschaftliche Zwecke wird eine Variante namens ResearchCyc herausgegeben.